# Mercedes-Benz NG

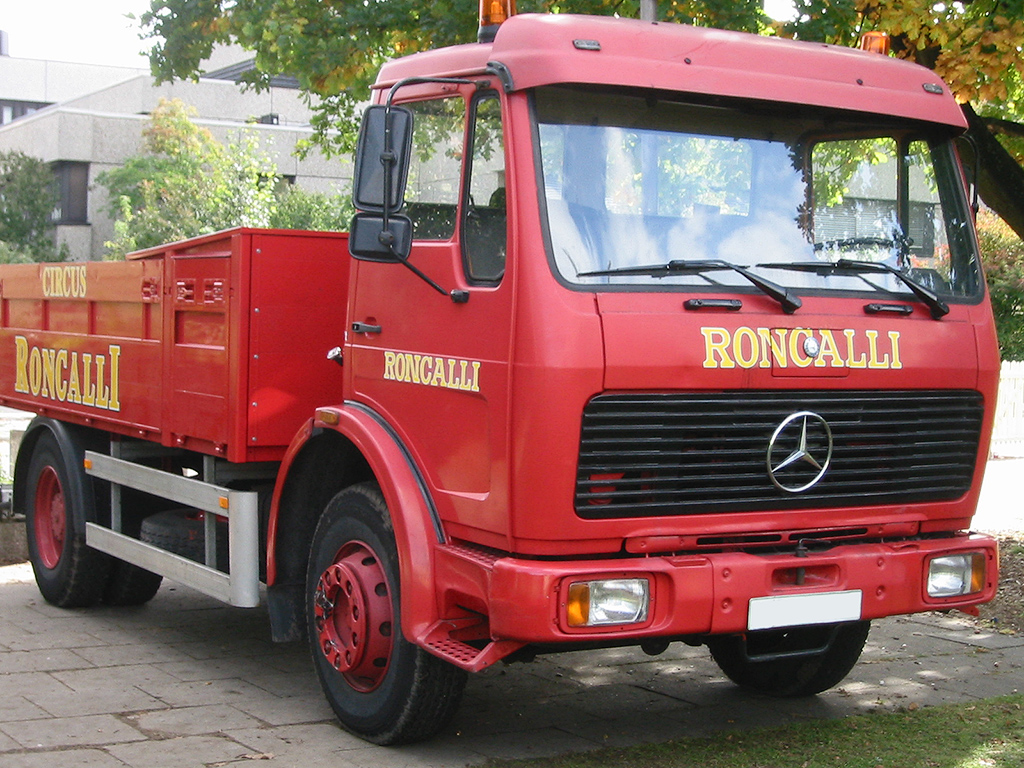
Mercedes-Benz NG

De Mercedes-Benz NG (Neue Generation) was een serie vrachtwagens van de Duitse constructeur Mercedes-Benz. Het loste een aantal modellen bij Mercedes-Benz af als voorganger: de middelzware en zware vrachtwagens van de Mercedes-Benz LP, de Mercedes-Benz "Kurzhauber" en in principe de F- en H-serie van Henschel (Henschel was kort voordien overgenomen). De Mercedes-Benz SK was de opvolger van het model. Er zijn drie generaties te onderscheiden, waarbij tot op zekere hoogte de SK een vierde en vijfde generatie is.

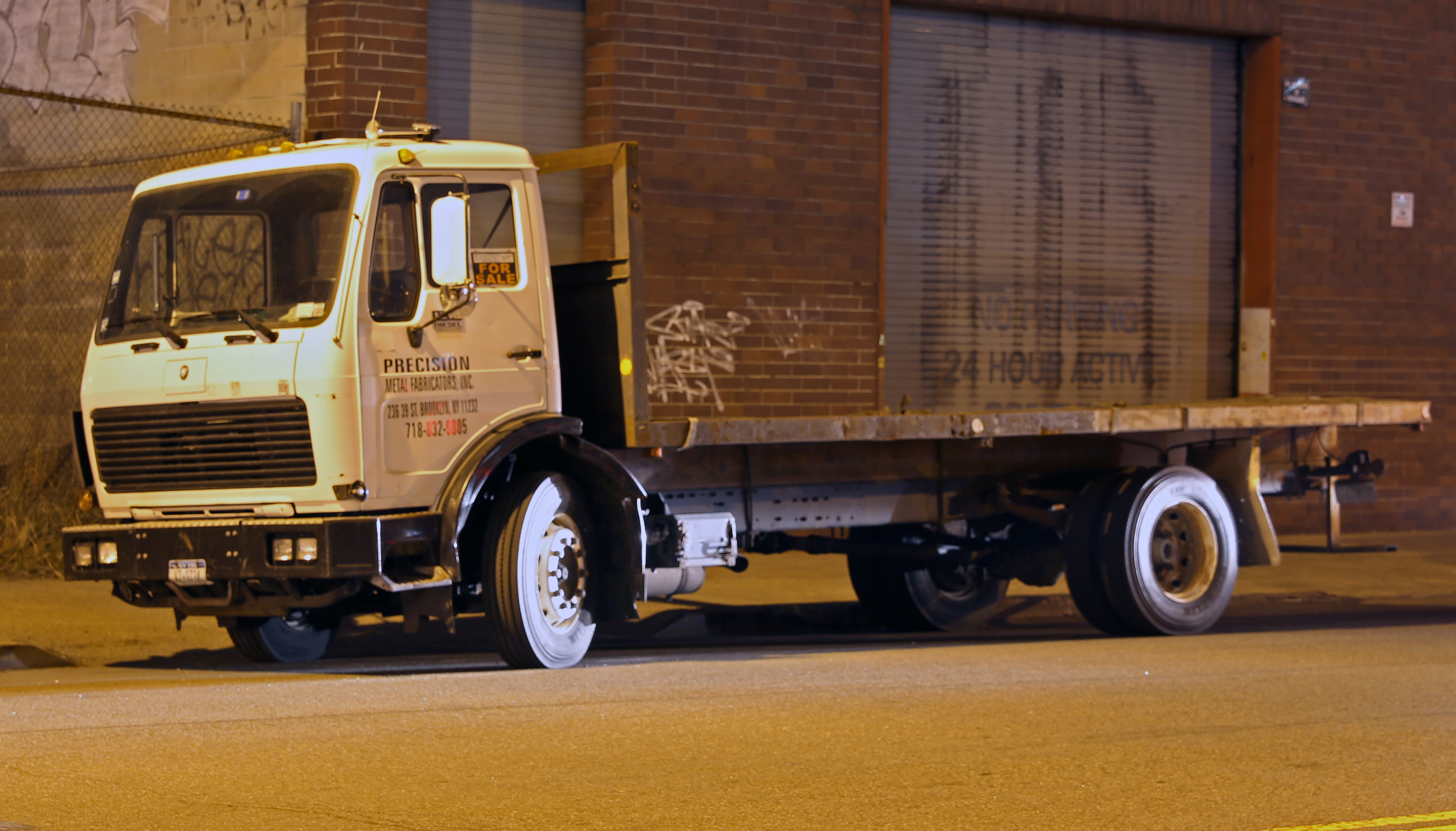
Mercedes-Benz LP (Noord-Amerika)

In de Verenigde Staten bood Mercedes-Benz de serie als de LP aan.

## Eerste generatie - NG '73
De in 1973 geïntroduceerde NG was een volledig nieuw ontwikkelde vrachtwagen die ook een compleet nieuw "gezicht" liet zien bij de Mercedes-Benz vrachtwagens. Voor het eerst werd bij Mercedes-Benz seriematig een kantelbare cabine leverbaar, die voor een eenvoudigere toegang tot de techniek zorgde. In 1973 kwam eerst de korte cabine op de markt, waarna in 1974 de cabine voor langeafstandsvervoer werd gepresenteerd. In 1975 werden dan ook de middelzware vrachtwagens alle vervangen door de SK, waarna in 1979 nog een cabine met extra veel binnenruimte op de markt kwam.

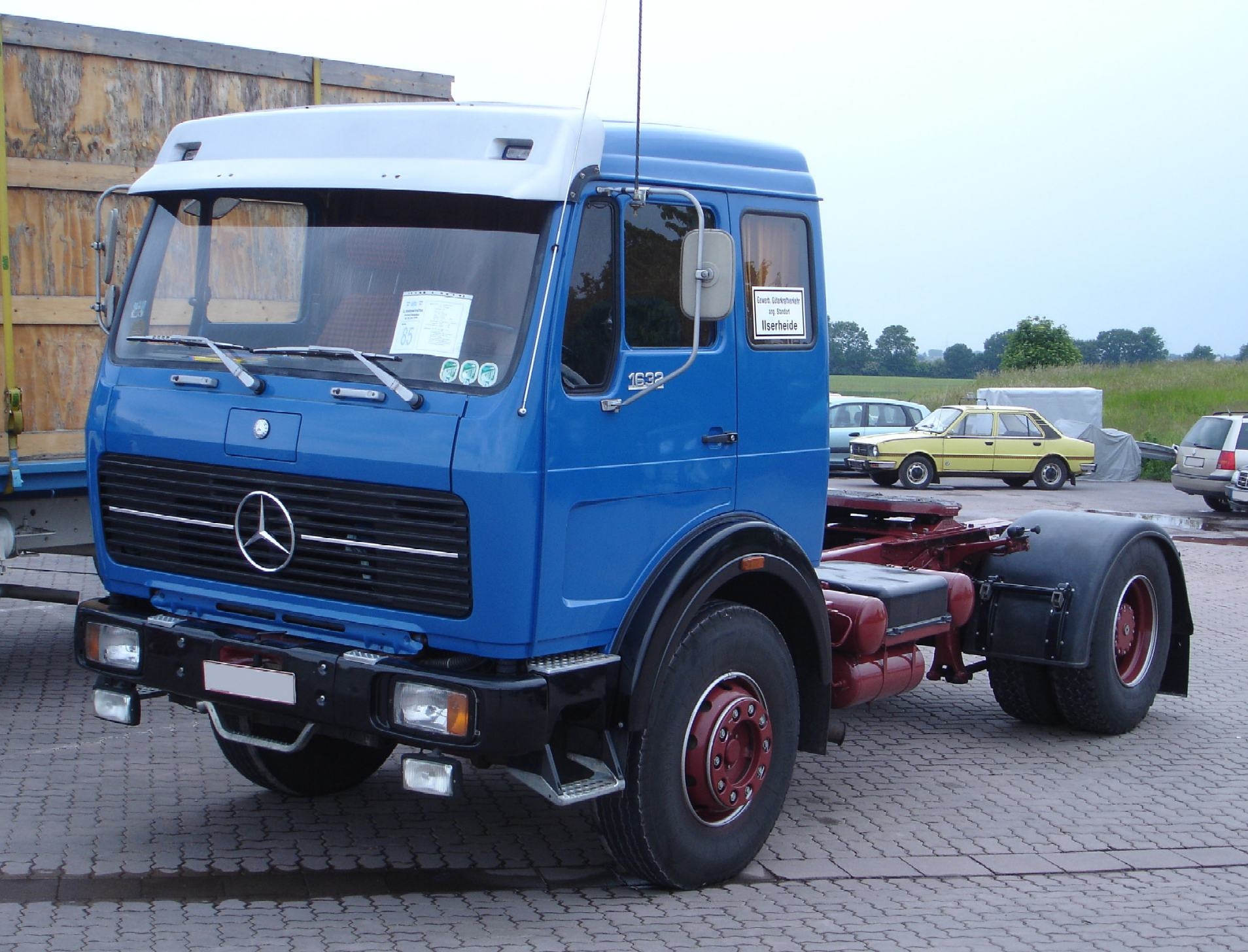
Mercedes-Benz NG (NG '73)

## Tweede generatie - NG '80
Kort daarna werd de NG geüpdatet en kwamen er V6-, V8- en V10-dieselmotoren naast de 6-in-lijn dieselmotoren. Optisch zijn deze te herkennen aan de windgeleiders.

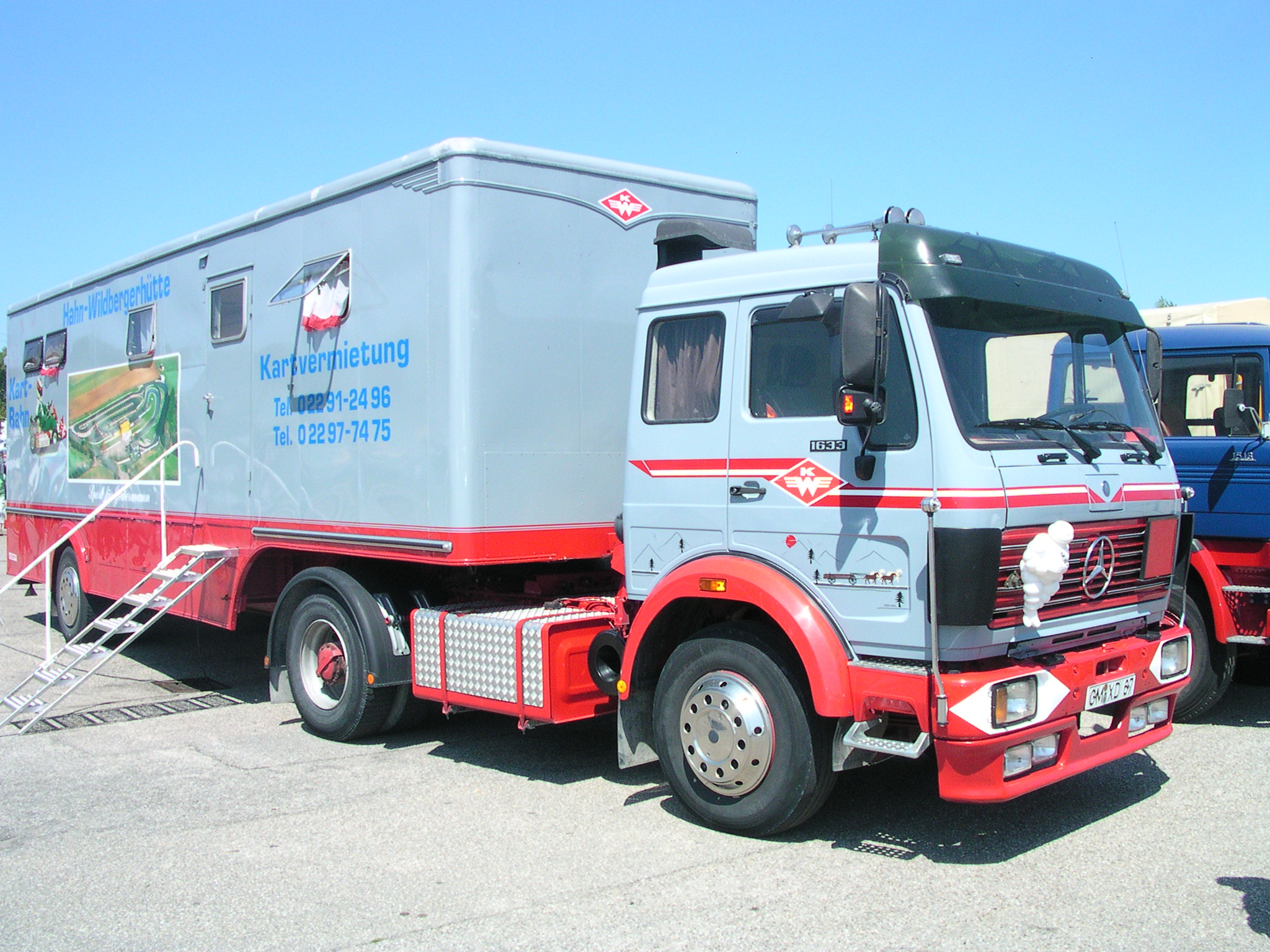
Mercedes-Benz NG (NG '80)

## Derde generatie - NG '85
De laatste update kwam in 1985, waarbij optioneel een elektro-pneumatische overbrenging werd geïntroduceerd (EPS; Electronic Power Shift, genaamd). Een 8x8-versie verscheen in 1987, waarmee de markt voor Mergam verdween.

## Licentie
De Mercedes-Benz NG werd en wordt in licentie door verschillende fabrikanten gebouwd, ook werd de cabine door verschillende fabrikanten gebruikt.

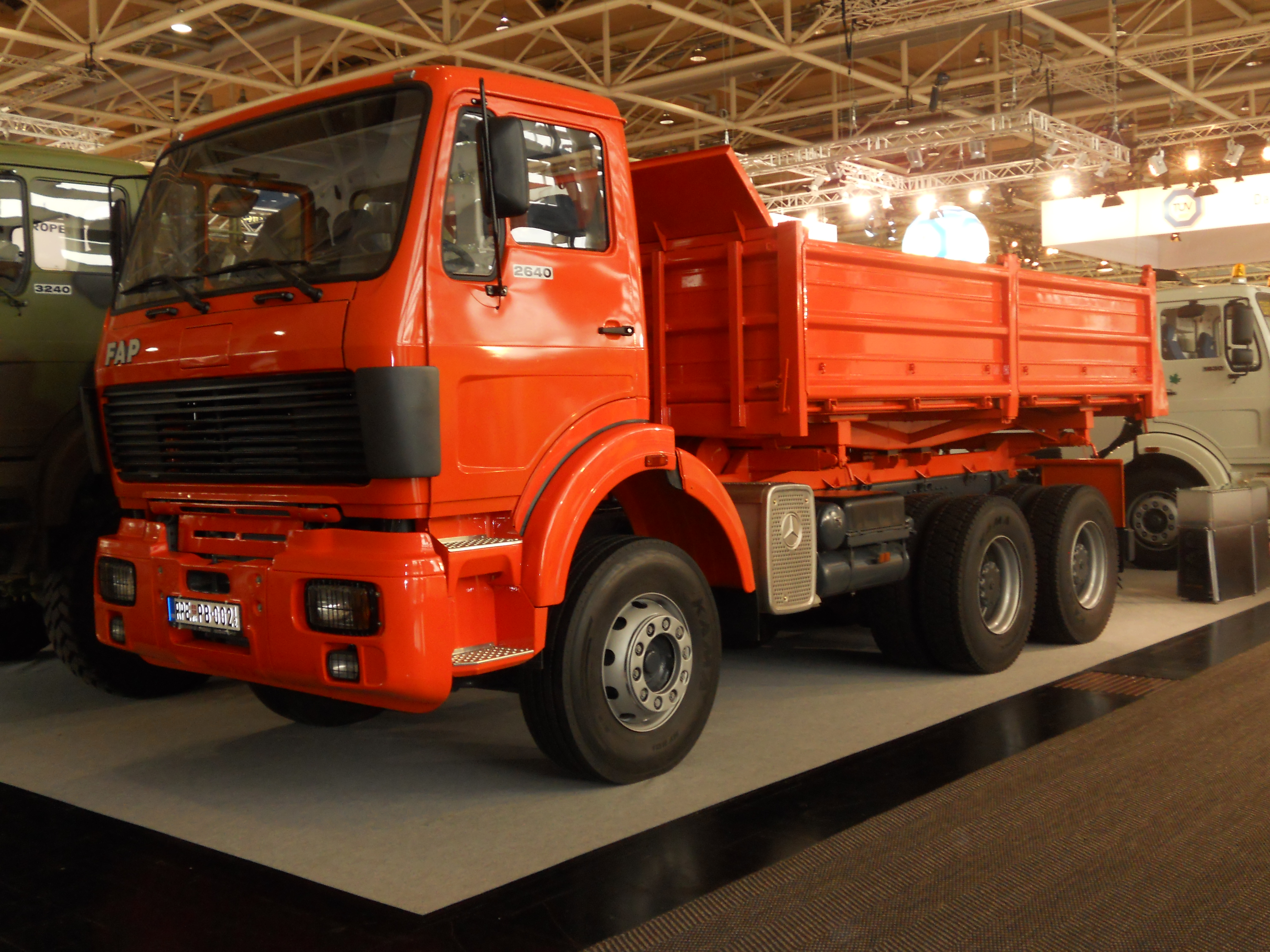
FAP 2640

### FAP
FAP uit het toenmalig Joegoslavië werkte vanaf 1970 samen met Mercedes-Benz. Zodoende kon het ook in licentie de NG bouwen. Dat doet de Servische fabrikant tot op de dag van vandaag. Ter ere van het 70-jarig bestaan werd een speciale bijgewerkte cabine gepresenteerd.

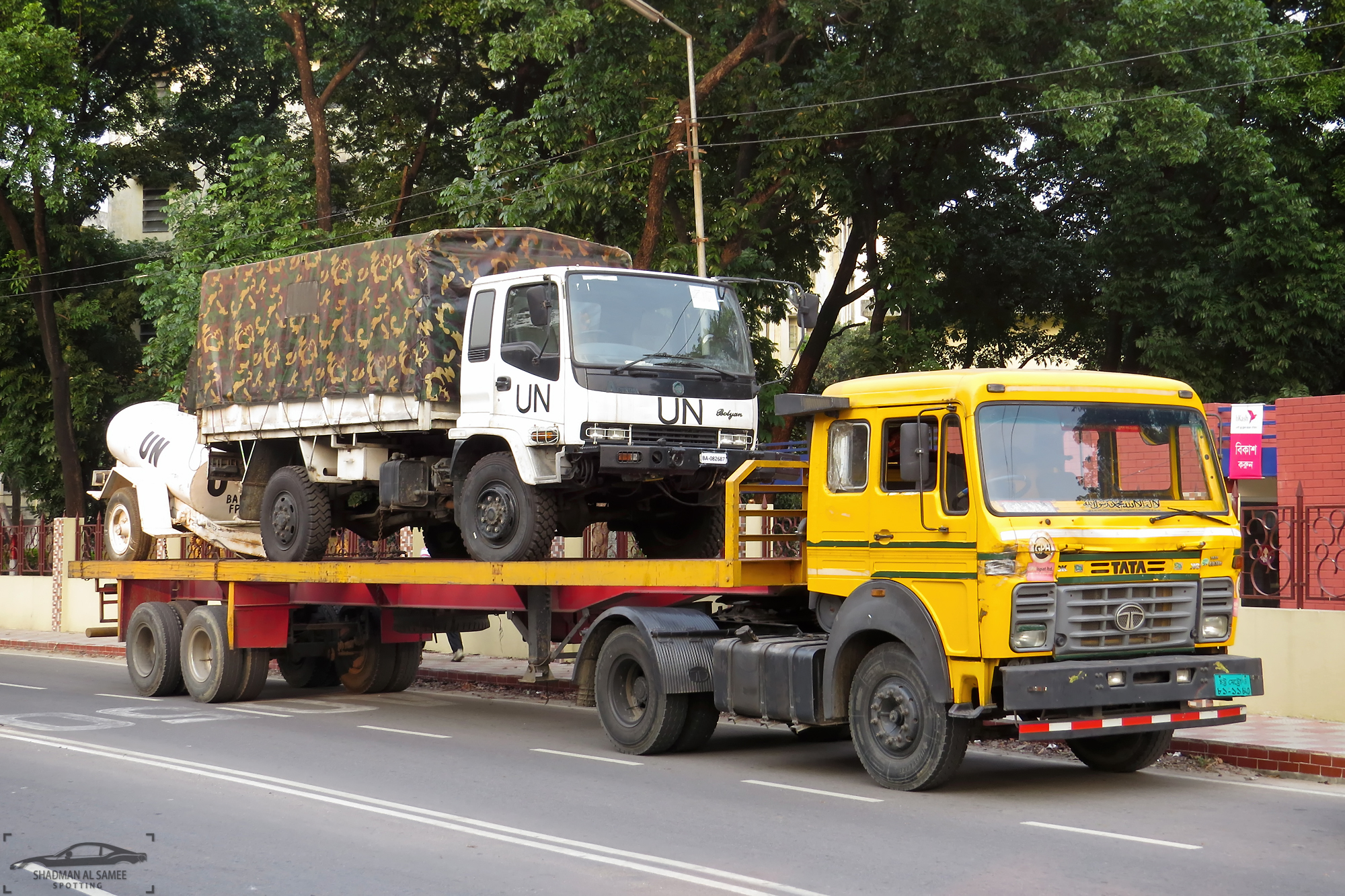
Tata LPS 4018 (de gele vrachtwagen)

### Tata
Het Indische Tata Motors bouwde ook gedurende een aantal decennia de NG.

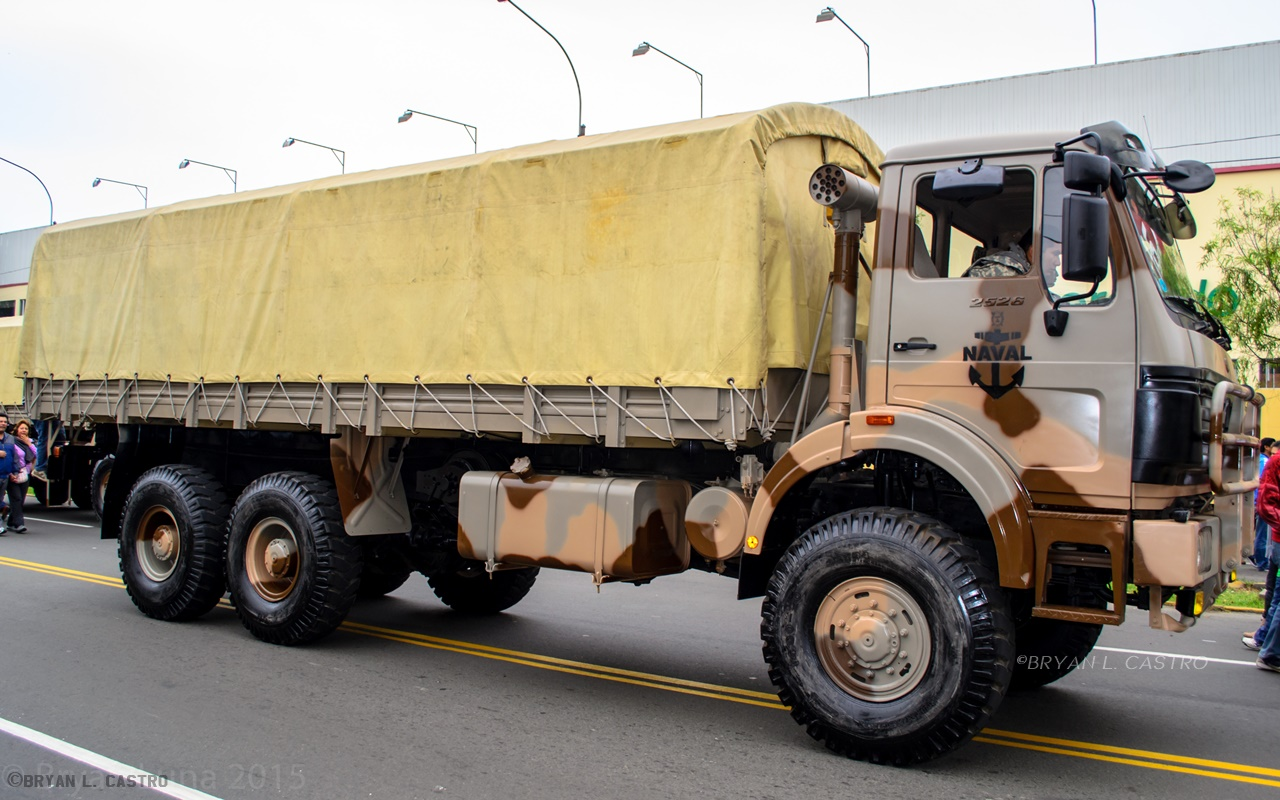
Beiben 2526

### BeiBen
BeiBen is een merknaam van Norinco, een wapenproducent. Het verkreeg in de jaren '80 een licentie voor het bouwen van Mercedes-Benz voertuigen.

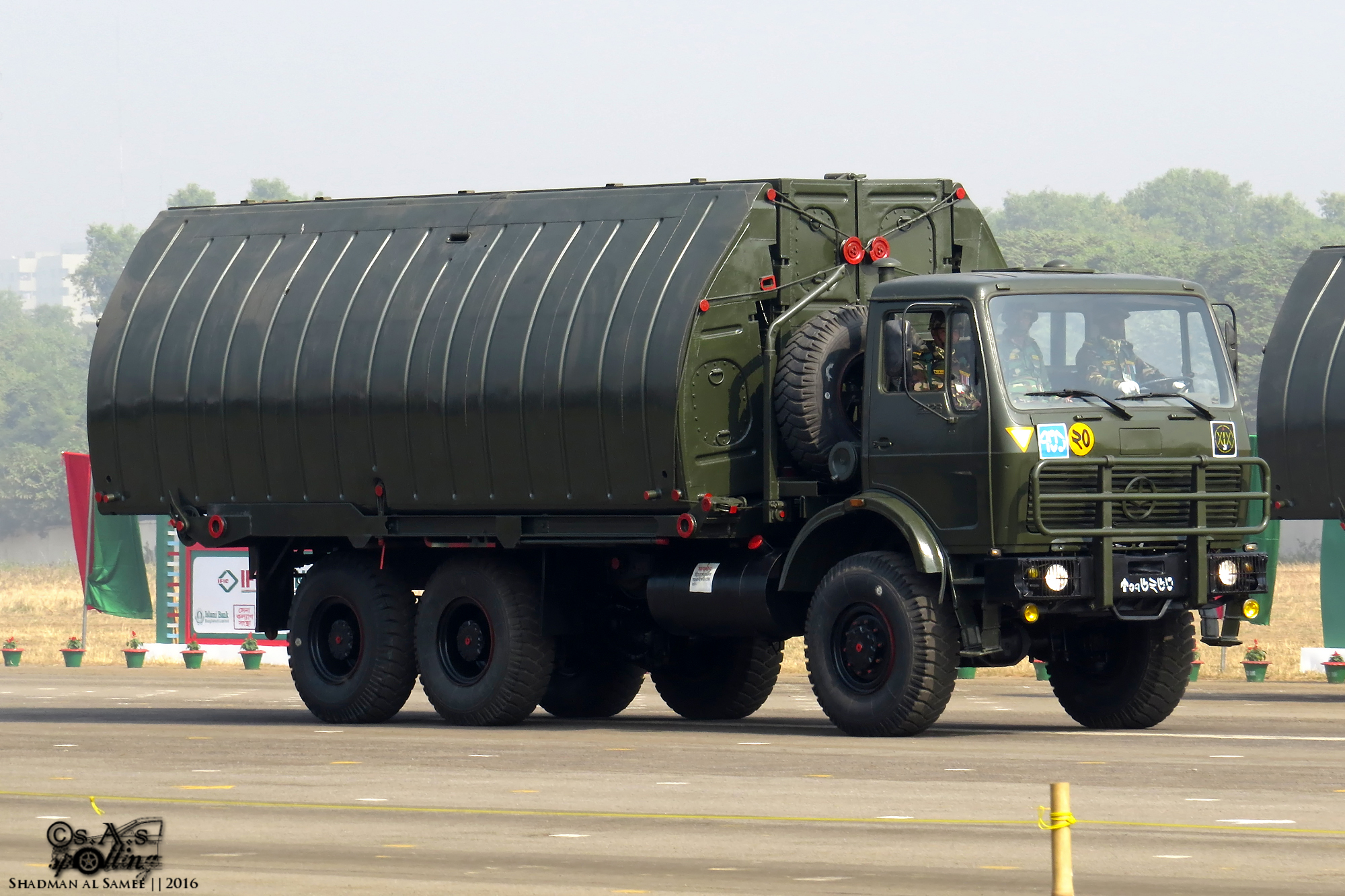
Tiema XC2200

### Tiema
Tiema is een merk van de Southwest Automobile Works, tegenwoordig onderdeel van Norinco. Het produceert ook een variant van de NG.

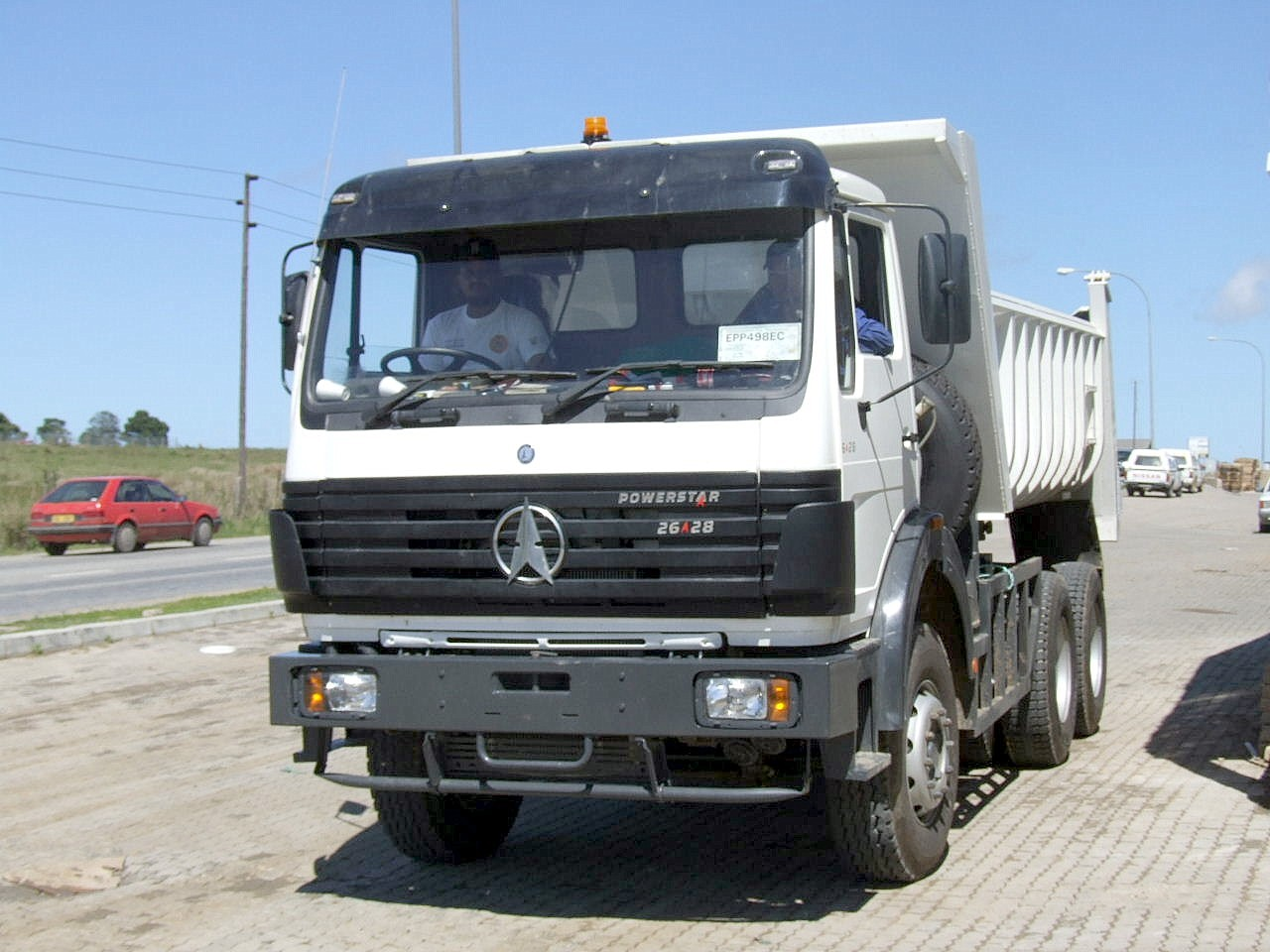
Powerstar 2628

### PowerStar
Powerstar is een merknaam van een Zuid-Afrikaanse joint-venture tussen BeiBen en een lokale firma. Men produceert hier ook deels vrachtwagens met de NG-cabine.

### Mergam
In Nederland produceerde Mergam een 8x8-versie, speciaal voor de bouw bedoeld. Met de komst van de 8x8 van Mercedes-Benz zelf verdween de markt voor Mergam en stopte diens productie.